# Metriocnemus eurynotus
Metriocnemus eurynotus är en tvåvingeart som först beskrevs av Holmgren 1883.  Metriocnemus eurynotus ingår i släktet Metriocnemus och familjen fjädermyggor. Arten är reproducerande i Sverige. Inga underarter finns listade i Catalogue of Life.